# Світава
Світа́ва (чеськ. Svitava) — річка (V-го порядку) в південній частині Чехії, ліва притока Свратки, басейн Дунаю.

## Географія

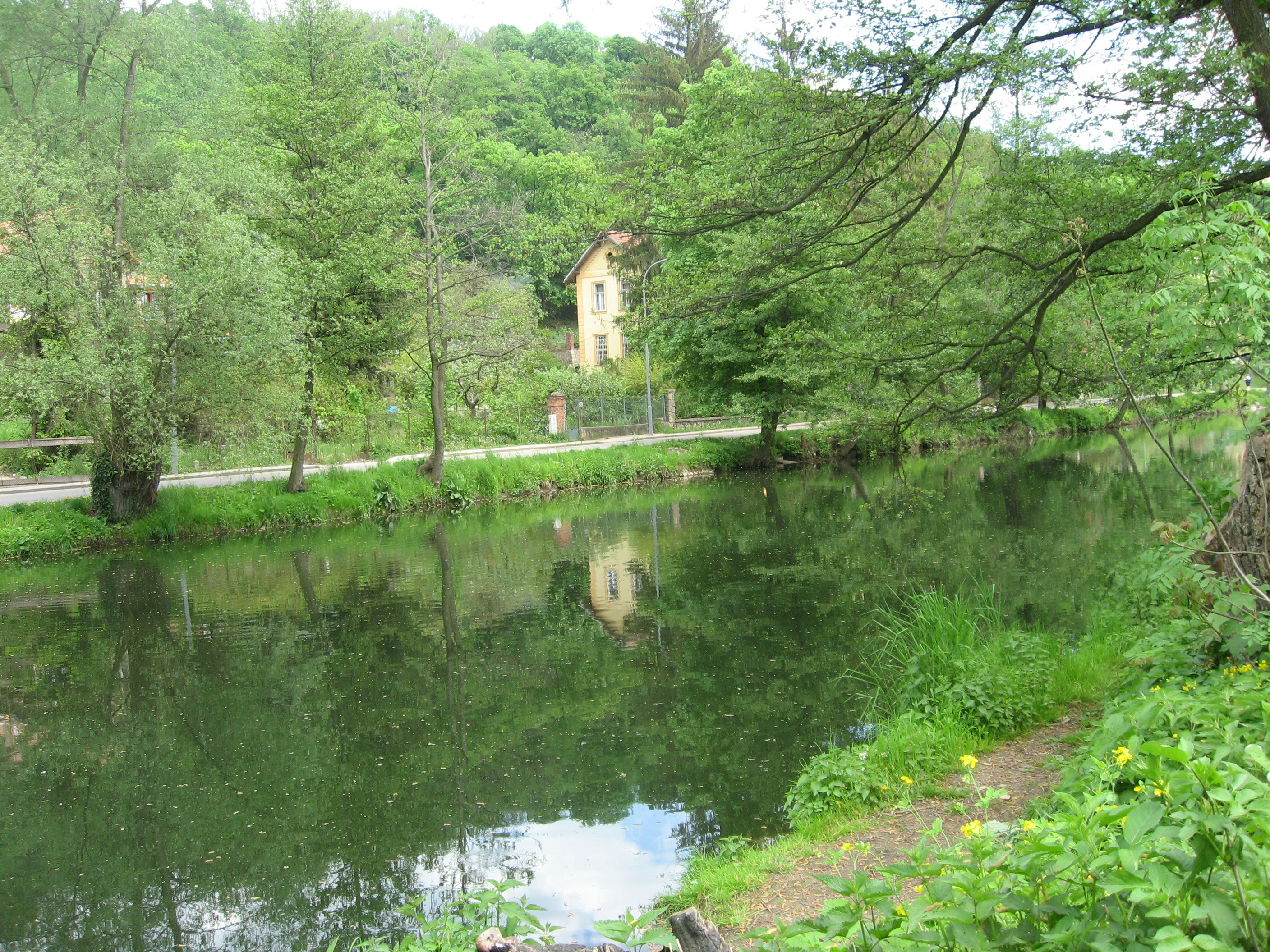
Світава на околиці Брно

Починається на північному заході міста Світави на висоті 471,9 м р.м., неподалік від села Яворник, (округу Світави), Пардубицького краю в північно-східній Чехії. Тече в південному напрямку, територією округів Світави, Бланско, Брно-окраїна, Брно-місто. Впадає в річку Свратка на висоті 191,3 м р.м., на південній окраїні міста Брно, Південноморавського краю.

## Характеристика
Довжина річки становить 98,39 км. Площа водозбору 1 149,43 км². Перепад висот від витоку до гирла становить 280,6 м. Середній похил річки 2,85 м/км. Витрата води в районі Біловиць-над-Світавою становить: середня — 5,22 м³/с, максимальна за останніх 100 років — 179 м³/с. Живлення — в основному снігове і дощове. Повінь на річці відбувається навесні, в березні місяці.

## Населені пункти
На річці розташовані населені пункти: Світави, Градець-над-Світавою, Бржзова-над-Світавою, Летовиці, Босковиці, Бланско, Біловиці-над-Світавою, Брно.

## Притоки
Головні притоки:
- ліві: Бела (49,5 км від гирла), Пунква (32,9 км)
- праві: Кршетинка (66,4 км).

## Галерея

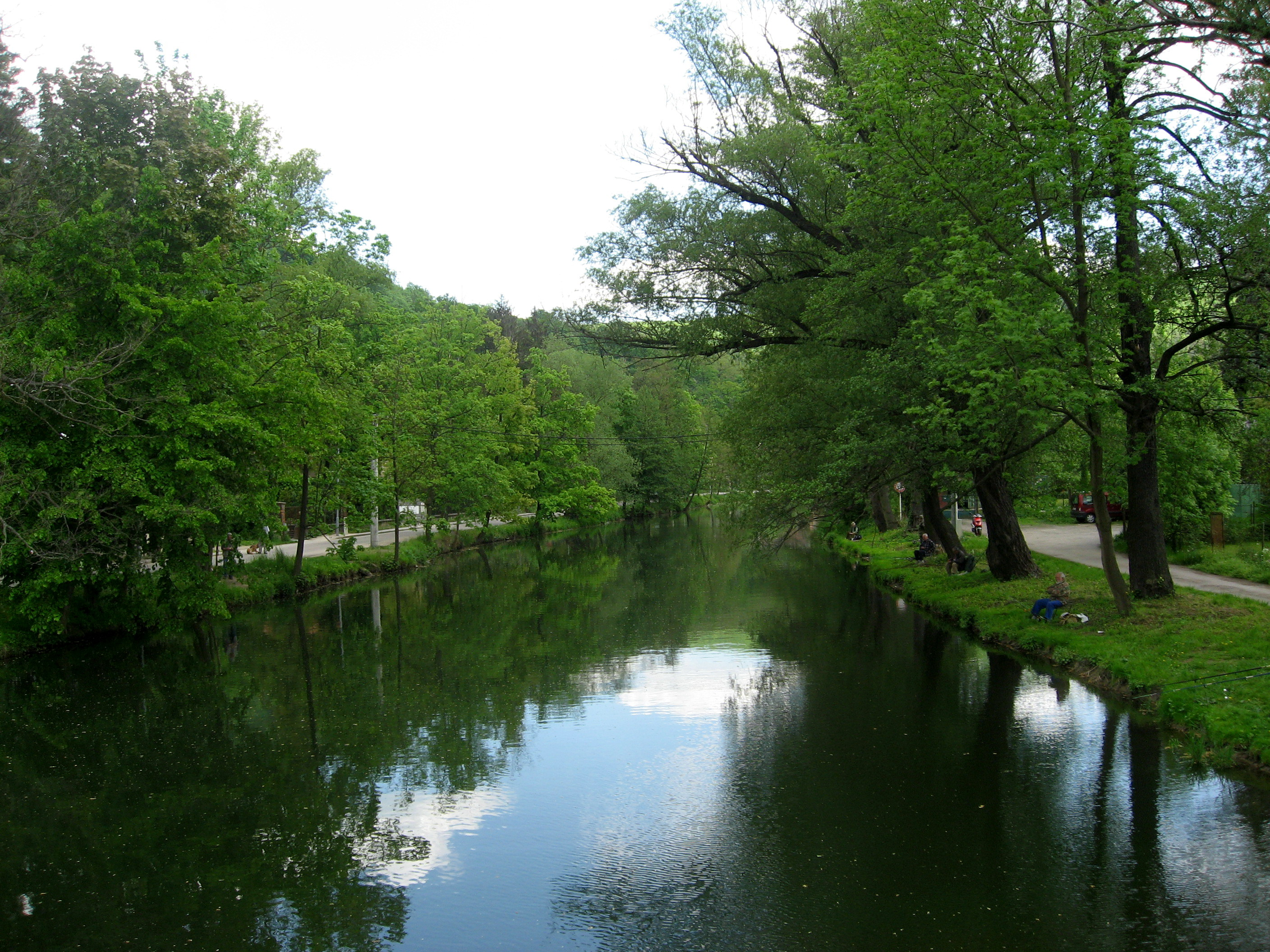
Світава в районі Обрани (Брно)
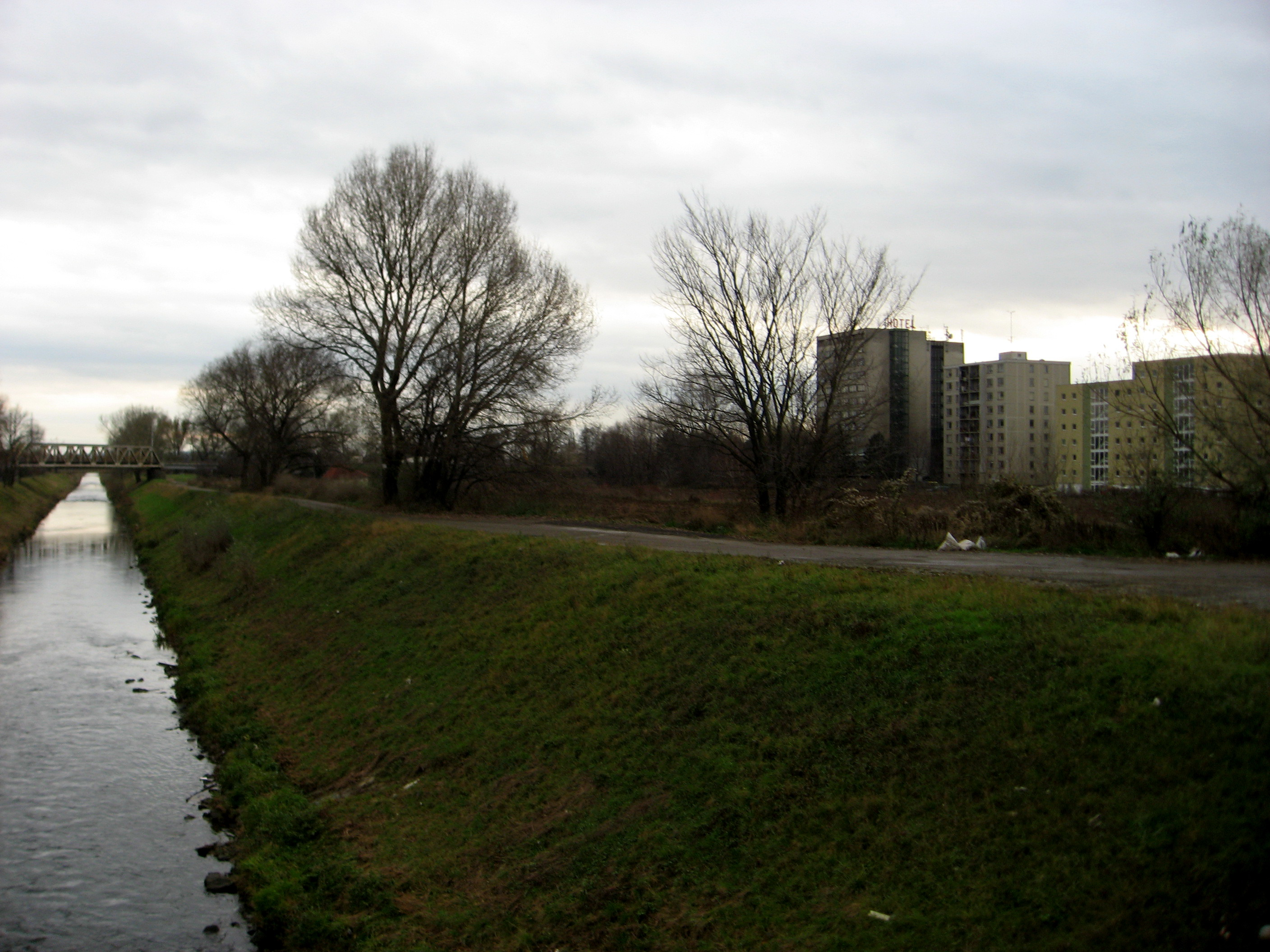
Світава в районі Комарово (Брно)
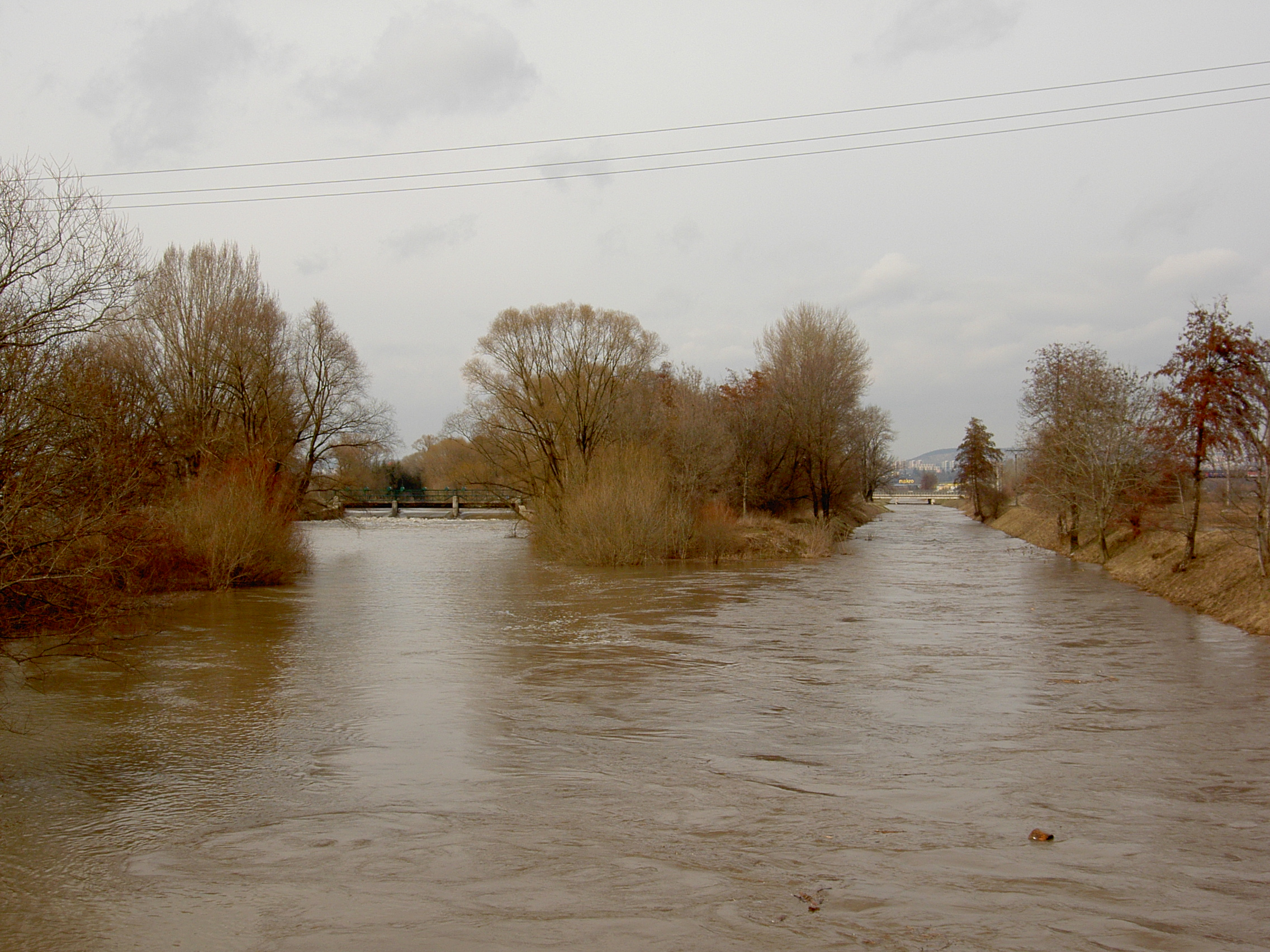
Гирло Світави. Повінь 2006 року
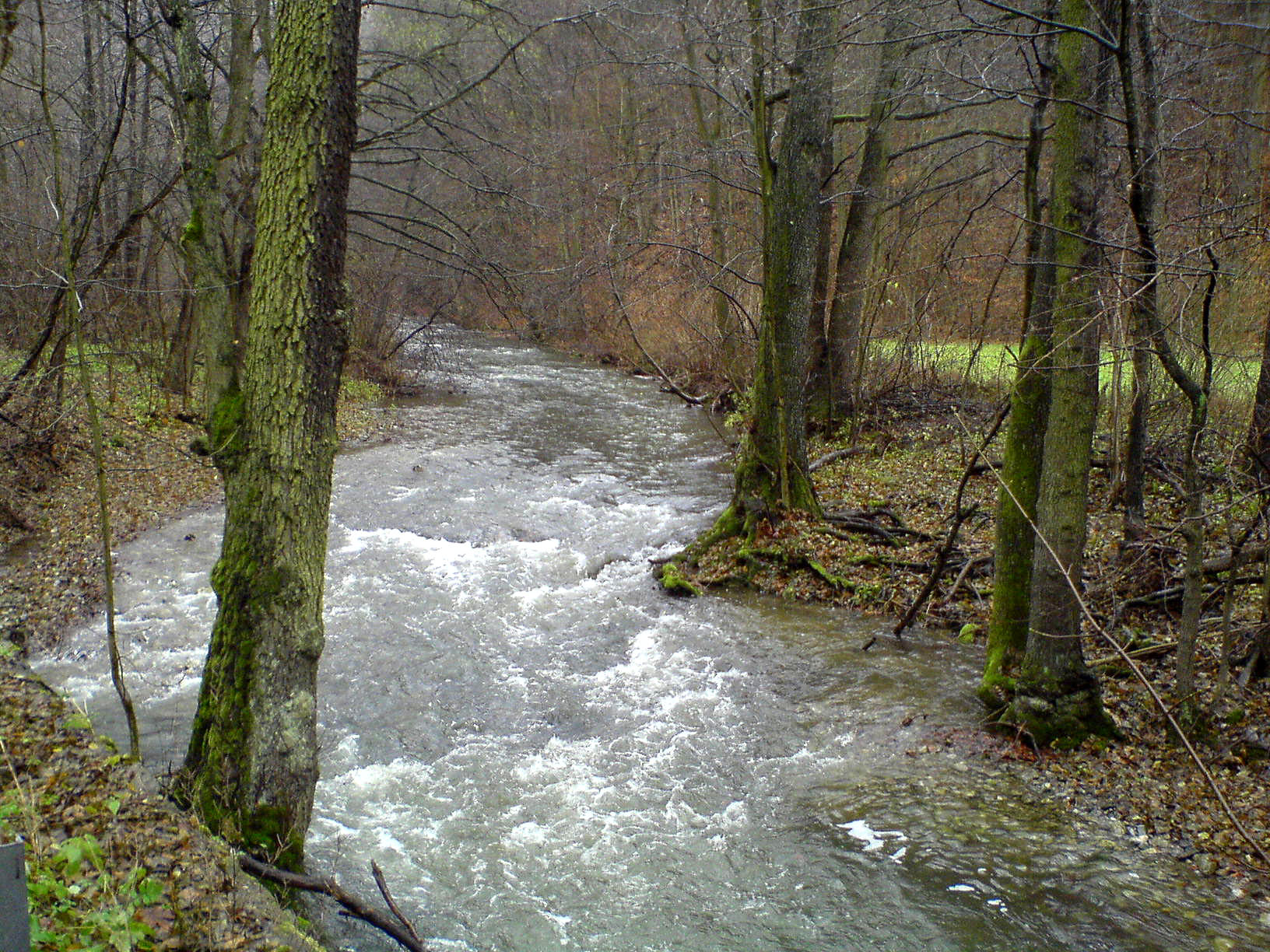
Річка Пунква, ліва притока Світави